# Philoscia weberi
Philoscia weberi is een pissebed uit de familie Philosciidae. De wetenschappelijke naam van de soort is voor het eerst geldig gepubliceerd in 1907 door Dollfus.